# Садовой, Павел Иванович
Па́вел Ива́нович Садово́й (24 ноября 1923, Пешково, Азовский район, Юго-Восточная область, СССР — 1 июля 2003, Кавалерово, Приморский край, Россия) — советский военнослужащий, младший сержант, заряжающий орудия батареи 45-мм пушек 1081-го стрелкового полка, 312-й стрелковой дивизии, 69-й армии, 1-го Белорусского фронта. Полный кавалер Ордена Славы.

## Биография
Родился 24 ноября 1923 года в селе  Пешково в Ростовской области в крестьянской семье. Окончил семь классов, работал в колхозе.
С 1942 года призван в ряды РККА и направлен в действующую армию — заряжающий орудия батареи 45-мм пушек 1081-го стрелкового полка, 312-й стрелковой дивизии, 69-й армии, участвовал в Сталинградской битве, Курской битве и Белгородско-Харьковской стратегической наступательной операции, воевал на Сталинградском, Степном и 1-м Белорусском фронтах.
20 июля 1944 года рядовой  П. И. Садовой в составе расчёта сопровождал пехоту, выкатив орудие на берег реки Западный Буг в районе населённого пункта Дарохуск, артиллеристы подавили пять огневых точек противника, мешавших продвижению стрелковых подразделений. 21 июля 1944 года расчёт орудия участвовал в отражении контратак противника, нанеся ему большой урон в живой силе. За это 9 августа 1944 года Указом Президиума Верховного Совета СССР  П. И. Садовой был награждён  Орденом Славы 3-й степени.
С 14 по 16 января 1945 года  младший сержант П. И. Садовой в боях за населённый пункты Жабинка, Полесс и Вильга-Воля подавил три пулемёта и истребил до пятнадцати гитлеровцев. 17 февраля 1945 года Указом Президиума Верховного Совета СССР П. И. Садовой был награждён Орденом Славы 2-й степени.
28 января 1945 года  младший сержант П. И. Садовой  в составе расчёта уничтожил четыре пулемёта, лично из автомата при отражении контратаки сразил двух солдат. В этом бою был ранен, но поле боя не покинул. 15 мая 1946 года Указом Президиума Верховного Совета СССР П. И. Садовой    был награждён Орденом Славы 1-й степени.
В 1945 году  младший сержант П. И. Садовой демобилизовался из рядов Советской армии. Работал товароведом на строительном участке. С 1965 старшина в отставке. Умер 1 июля 2003 года в посёлке Кавалерово, Приморского края.

## Награды
- Орден Славы I степени (1946)
- Орден Славы II степени (1944)
- Орден Славы III степени (1944)
- Орден Отечественной войны I степени (1945, 1985)
- Орден Красной Звезды (1944)
- Медаль «За отвагу» (1945)
- Медаль «За победу над Германией в Великой Отечественной войне 1941—1945 гг.»